# Pompton River
Der Pompton River ist ein knapp 11 km langer Nebenfluss des Passaics im Norden des US-Bundesstaates New Jersey. 
Er entsteht südlich der Gemeinde Pompton Lakes durch die Einmündung des Ramapo River und des Pequannock River. Der Pompton River fließt in südlicher Richtung zwischen Lincoln Park und Pequannock Township (im Westen) und Wayne (im Osten). Er mündet in den Passaic nördlich von Fairfield. Das Einzugsgebiet umfasst die Ramapo Mountains an der New York-New Jersey-Grenze in der ländlichen Vororten von New York City. Nach Wassermenge ist er der bedeutendste Nebenfluss des Passaic River. Ein Teil des Flusswassers wird zum Wanaque Reservoir abgeleitet.